# George Wheler
George Wheler (Breda, 20 gennaio 1651 – Durham, 15 gennaio 1724) è stato un religioso, viaggiatore e scrittore inglese.

## Biografia
Wheler nacque nei Paesi Bassi, dove i suoi genitori, realisti, si erano rifugiati per sottrarsi alla Guerra civile.
Studiò al Lincoln College di Oxford, e a vent'anni (1671) si iscrisse al Middle Temple.
Nel 1673 intraprese il suo Grand Tour, viaggiando inizialmente in Francia, Svizzera e Italia. A Venezia nel 1675 incontrò Jacob Spon, con il quale percorse per due anni la Grecia e l'Asia Minore, interessandosi alle antichità ma anche alla botanica.
Spon pubblicò il proprio resoconto del viaggio nel 1678. Il racconto di Wheler, A Journey into Greece, fu pubblicato nel 1682. Tra i luoghi visitati e descritti da Wheler c'erano Zante, Delos, Costantinopoli, Prusa ad Olympum, Tiatira, Efeso, Delfi, Corinto e l'Attica. Da Atene portò in Inghilterra marmi e iscrizioni, che nel 1683 donò all'Università di Oxford e sono ora conservati all'Ashmolean Museum. Nel suo libro si occupò molto di monete, e prestò attenzione anche alla botanica, riportando in patria piante non esistenti in Gran Bretagna, compresa una nuova specie di Hypericume altre piante rare che affidò ai naturalisti John Ray e Robert Morison.
Rientrato nel Regno Unito nel 1676, l'anno successivo fu eletto membro della Royal Society recentemente fondata (nel 1660), ma ne fu espulso nel 1685.
Nel 1683 ottenne il suo master, fu ordinato prete, e intraprese la carriera ecclesiastica. 
Fu nominato canonico della Cattedrale di Durham nel 1684, poi vicario a Basingstoke dal 1685 al 1701, rettore nella contea di Durham dal 1706 (dove fondò e finanziò una scuola femminile).
Nel 1702, a più di cinquant'anni, si addottorò in teologia. 
Prese moglie ed ebbe 18 figli.

## Opere
- A Journey into Greece, London, 1682, with illustrations; French translation, Amsterdam, 1689.
- Account of Churches and Places of Assembly of the Primitive Christians, 1689.
- The Protestant Monastery; or Christian Œconomicks, containing Directions for the Religious Conduct of a Family, [London], 1698.